# Копальня Рапід-Бей
Копальня Рапід-Бей — колишній гірничодобувний майданчик на півдні Австралії, що знаходився на східному узбережжі затоки Сент-Вінсент, за сім десятків кілометрів південніше від Аделаїди.
Спорудження вапнякової копальні у Рапід-Бей почала в 1938 році гірничодобувна та металургійна компанія Broken Hill Proprietary (BHP), яка потребувала вапняку для своїх металургійних комбінатів у Ваялла (так само штат Південна Австралія, за чотири сотні кілометрів морської подорожі від Рапід-Бей), Ньюкаслі та Порт-Кемба (обидва на східному узбережжі країни). Перший вантаж відправили з Рапід-Бей у 1942 році (а в 1947-му BHP закрила свою тасманійську вапнякову копальню Мелроуз, що забезпечувала її діяльність з 1910-х років). 
Розробка велась відкритим способом, після чого продукція проходила дробарні та відправлялась споживачам через розташований поруч з копальнею причал. Останній спорудили за допомогою дерев'яних паль завдовжки до 27 метрів, які в 1950—1960-х роках у межах модернізації замінили на сталеві. Основними елементами конструкції була естакада завдовжки 448 метрів (третину її ширини займав конвеєр, що подавав вапняк для завантаження на судна), яка мала Т-подібне завершення довжиною 198 метрів (що при модернізації була збільшена до 224 метрів).
Щодо обсягів видобутку відомо, що за 1942—1952 роки вони становили 3,5 млн тонн, а всього за період до 1981-го вилучили біля 15 млн тонн.
В 1981 році BHP продала копальню виробнику цементу Adelaide Brighton Cement. Останній протягом кількох років вів повноцінний видобуток з відправкою продукції на свій завод у Беркенгеді. В 1988-му роботи в Рапід-Бей почали згортати на користь сировини з копальні Клейн-Пойнт. В 1991-му відправили останній вантаж водним шляхом, після чого причал демонтували (якщо в подальшому з Рапід-Бей і відвантажували продукцію, це відбувалось за допомогою автотранспорту).